# Patriarcado (sociología)

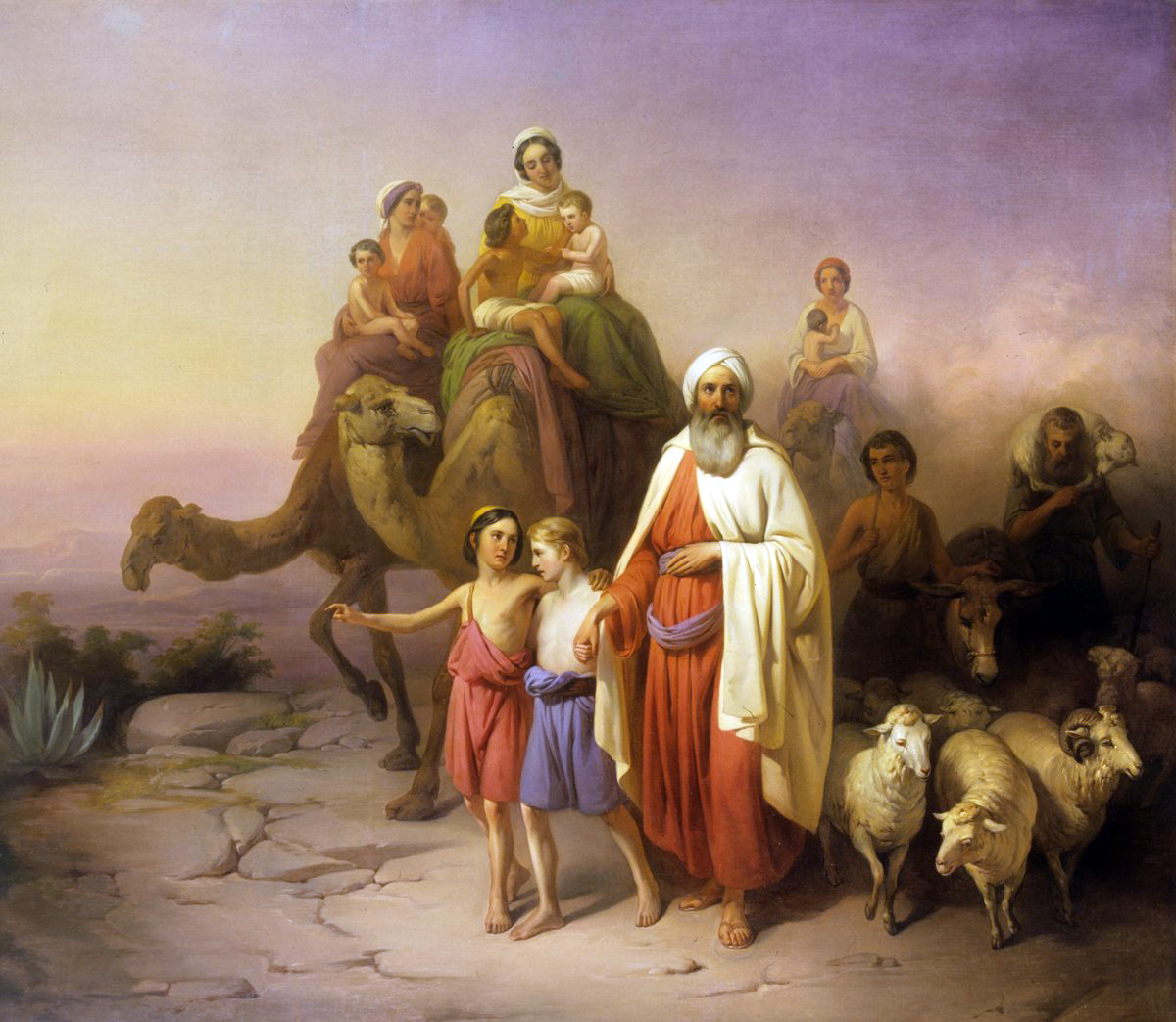
El viaje del patriarca judío Abraham de Ur a Cannan pintado por József Molnár (1821-1899)

El patriarcado es un sistema social en el que los hombres tienen el poder primario y predominan en roles de liderazgo político, autoridad moral, privilegio social y control de la propiedad. También es definido como «organización social primitiva en que la autoridad es ejercida por un varón jefe de cada familia [o clan], extendiéndose este poder a los parientes aun lejanos de un mismo linaje.» Algunas sociedades patriarcales también son patrilineales, lo que significa que la propiedad y el título solo son heredados por el linaje masculino.
El patriarcado está asociado con un conjunto de ideas, una ideología patriarcal que actúa para explicar y justificar este dominio y lo atribuye a las diferencias naturales inherentes entre hombres y mujeres. Los sociólogos tienen opiniones variadas sobre si el patriarcado es un producto social o el resultado de diferencias innatas entre los sexos.
Históricamente, el patriarcado se ha manifestado en la organización social, legal, política, religiosa y económica de una variedad de culturas diferentes.

## Etimología

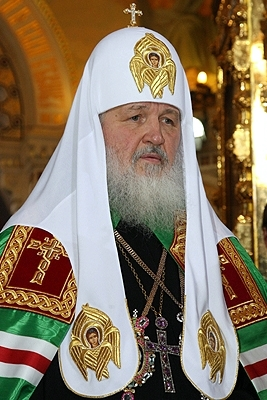
El patriarca Cirilo I de Moscú de la Iglesia ortodoxa rusa

La palabra «patriarca» proviene de las palabras griegas ἄρχειν‎, árchein, 'mandar'; y πατήρ‎, patḗr, 'padre'. En su sentido literal, el patriarcado es la autoridad del padre.
Fueron patriarcas los jefes de las primeras familias hebreas. Luego pasó a ser el nombre de una jerarquía eclesiástica de la iglesia cristiana primitiva. Varias iglesias cristianas modernas siguen usando la palabra patriarcado para designar un grupo de diócesis.[cita requerida] En la antropología de la organización social se suelen considerar tres criterios: la filiación ―relacionada con la descendencia―, la autoridad y el patrón de residencia posnupcial. La filiación unilineal puede ser patrilineal o matrilineal, la autoridad puede ser patriarcal o matriarcal y la residencia posmarital puede ser patrilocal o matrilocal. Estos conceptos teóricamente pueden combinarse de diversas manera (por ejemplo, una sociedad puede ser matrilineal y al mismo tiempo patrilocal, etc.). Sin embargo, en la práctica, la documentación existente sobre sociedades humanas muestra que algunas combinaciones son mucho menos frecuentes que otras, en concreto no se conoce ningún ejemplo documentado de un genuino matriarcado. Al igual que muchos otros conceptos correspondientes a las ciencias sociales, no tiene una definición precisa con la que generalmente todo el mundo esté de acuerdo.

## Historia
Las sociedades tradicionales preestatales estudiadas por los antropólogos durante los siglos XIX y XX, muestran gran igualdad social entre individuos de una misma comunidad debido a la ausencia de grandes excedentes de producción y la imposibilidad de acumular riqueza (por esa razón la concepción de propiedad privada moderna está ausente en estas sociedades). Aun así, en casi todas ellas se aprecia división del trabajo por sexos. Siendo la caza, en particular, practicada en mayor medida por los hombres, y dedicándose las mujeres más intensivamente a la recolección.  
Se ha discutido hasta qué punto las sociedades preestatales tradicionales (tanto americanas, africanas, asiáticas como oceánicas, que generalmente ocupan regiones periféricas) habrían sido representativas de las sociedades paleolíticas. Si bien la mayor parte de los antropólogos acepta que el nivel de complejidad de las sociedades paleolíticas y su organización podrían compartir muchos rasgos con las sociedades preestatales documentadas posteriormente, también coinciden en que se debe ser cauteloso a la hora de extrapolar hechos, debido a las diferencias en las condiciones ecológicas y materiales.[cita requerida]
La mayor parte de las sociedades preestatales documentadas por antropólogos y exploradores consiste en una comunidad de centenares o miles de individuos con una jerarquía mínima, en donde destaca más el concepto de espiritualidad comunitaria que de poder temporal individual o autoritario sobre los demás. Al ser una sociedad de autosuficiencia, el objetivo principal era la alimentación, la procreación y la seguridad de la integridad de todos. Esta autoprotección de la comunidad ha sido uno de los principales hechos que propiciaron la calidad de vida y por tanto, la evolución de la especie. Los miembros de comunidades fragmentadas morían pronto y el hecho de estar aislados provocaba que no pudieran llegar a reproducirse; por tanto los miembros aislados no tenían descendencia y no servían para la continuidad de la especie. Por este motivo muchos primates evolucionaron hasta convertirse en especies altamente sociales.[cita requerida]
Como se ha dicho, dentro de la comunidad sí existía una repartición del trabajo. Las mujeres se dedicaban más a permanecer en la casa, y practicaban la recolección no solo de vegetales sino también de invertebrados y vertebrados pequeños, por su aporte de proteína y grasa. Los hombres se dedicaban a la recolección de carne cazando, aunque al principio eran más bien carroñeros y salían al exterior mayormente en busca de alimento. Dicha separación del trabajo se produjo por el papel primordial que la evolución le otorgó a las hembras, ya que mientras ellas cuidaban, organizaban y decidían sobre la vida de los menores cuando estos no estaban, los demás hombres ya adultos eran llamados por las mujeres a emplear su tiempo en otras tareas, las cuales siempre tuvieron el fin de la supervivencia de todos los miembros. El sentido de «cabeza» de familia tampoco existía y de la educación de los miembros menores se encargaban todos los miembros de la comunidad. Los linajes de sangre eran apenas valorados. No había familias de pocos miembros, ni emparejamientos a largo plazo, ni redistribución de recursos en virtud de un «contrato sexual» entre hombres y mujeres. No había rivalidad despiadada entre hombres infanticidas, propia del chimpancé común. «Macho alfa», el término sociológico empleado frecuentemente, es un concepto moderno e inexistente en la evolución de la sociabilización del chimpancé y, por tanto, no heredado por los seres humanos en ninguna etapa. La evolución humana sucedió gracias al desarrollo intelectual y a las motivaciones por conocer, construir, crear, etc, que esto conlleva. Cabe tener en cuenta que los conceptos de evolución y mantenimiento de tradiciones acérrimas son contradictorios. Por tanto, todos los medios que cualquier miembro de la comunidad conseguía eran repartidos entre los demás con el fin de mantener siempre a tantos miembros vivos como fuera posible. En una fase evolutiva en la que el rendimiento de la caza todavía era modesto, aún no existía la monogamia, ya que el chimpancé, como buen ser curioso, siempre ha sido abierto a mantener relaciones sexuales con todos los miembros de la comunidad, tanto hembras como varones, y también, tanto en épocas de apareamiento como por placer, además de practicar la plurisexualidad. Esta etapa se considera la más larga.[cita requerida]
Poco a poco, los ancestros se convirtieron en cazadores de alto rendimiento. La comunidad adquiría, gracias a la carne, la importancia de las proteínas para el desarrollo del cerebro. Esto, entre otros aspectos, fue propiciado por la evolución. Por eso, el papel del hombre tomó más importancia que antes, aunque la educación y formación continuó siendo responsabilidad de toda la comunidad, y en ningún momento esto les otorgó grandes privilegios, ya que la procreación y la crianza de los miembros menores continuaba siendo de la mujer, algo que era visto como un signo de superioridad.[cita requerida]
Pero la situación cambió con el desarrollo muscular mayor en los hombres, que comenzaron a interesarse por tener un papel igual de relevante que el de las mujeres en las decisiones sociales. Por ese motivo, vieron una posibilidad interesante en la permanencia al lado de la mujer para, de esta forma, participar y contribuir de la misma manera en la organización social. Dicha fuerza fue empleada por los hombres en un principio para mejorar el transporte de los materiales o piezas de caza. No obstante, esto derivó poco a poco en la utilización de la violencia y de la agresividad en todos los aspectos de la vida. Esto justificaría por qué el cerebro de los hombres invierte más en reacciones físicas. Es un resto de la evolución humana, como por ejemplo, el apéndice. En algún momento tuvo su utilidad pero ya no es funcional para ningún fin actualmente. Sin embargo, la imposición de la fuerza fue lo que provocó una amenaza para las mujeres, quienes se vieron obligadas a permitir a los hombres participar en las decisiones que implicaban al grupo. La fuerza física permaneció como una característica plenamente masculina, al igual que la procreación es femenina. Esto provocó la reafirmación entre ellos por reforzar su propia potencia como seres fuertes.[cita requerida]
El resultado de este proceso evolutivo fue la organización de la comunidad en familias nucleares monógamas. Así, hace 2 millones de años, cuando el género humano se expandió junto a las praderas y colonizó Eurasia, ya había desarrollado pautas de conducta universales, como el vínculo de pareja duradero, los celos y la división sexual del trabajo dentro de la familia nuclear monógama.[cita requerida]
Esta división sexual del trabajo primitivo se explica por el hecho de que la caza es una actividad que necesita esfuerzos violentos e implica riesgo para la integridad física, algo poco recomendable para mujeres embarazadas o con hijos lactantes.
La caza también podría haber tenido cierta función militar: mantener grupos de varones entrenados y vigilando los territorios de posibles grupos rivales, un fenómeno que también se encuentra en el antecedente chimpancé, cuyas únicas divisiones del trabajo se centran en encomendar a los varones la vigilancia del territorio ocupado y a las hembras el cuidado de las crías.[cita requerida]
La recolección de las mujeres servía también como seguro de alimentación de los varones los días en que la caza era infructuosa, algo que no es infrecuente en la caza mayor. Los varones pudieron especializarse en cazar presas cada vez más grandes cuya caza podía compensar la incertidumbre de su captura, porque contaban con el alimento diario que proveían las mujeres. Este esquema le permitía a la especie explotar eficientemente un amplio abanico de recursos. Así, tenemos un escenario de división sexual del trabajo pero dependencia económica mutua.

## Paternidad

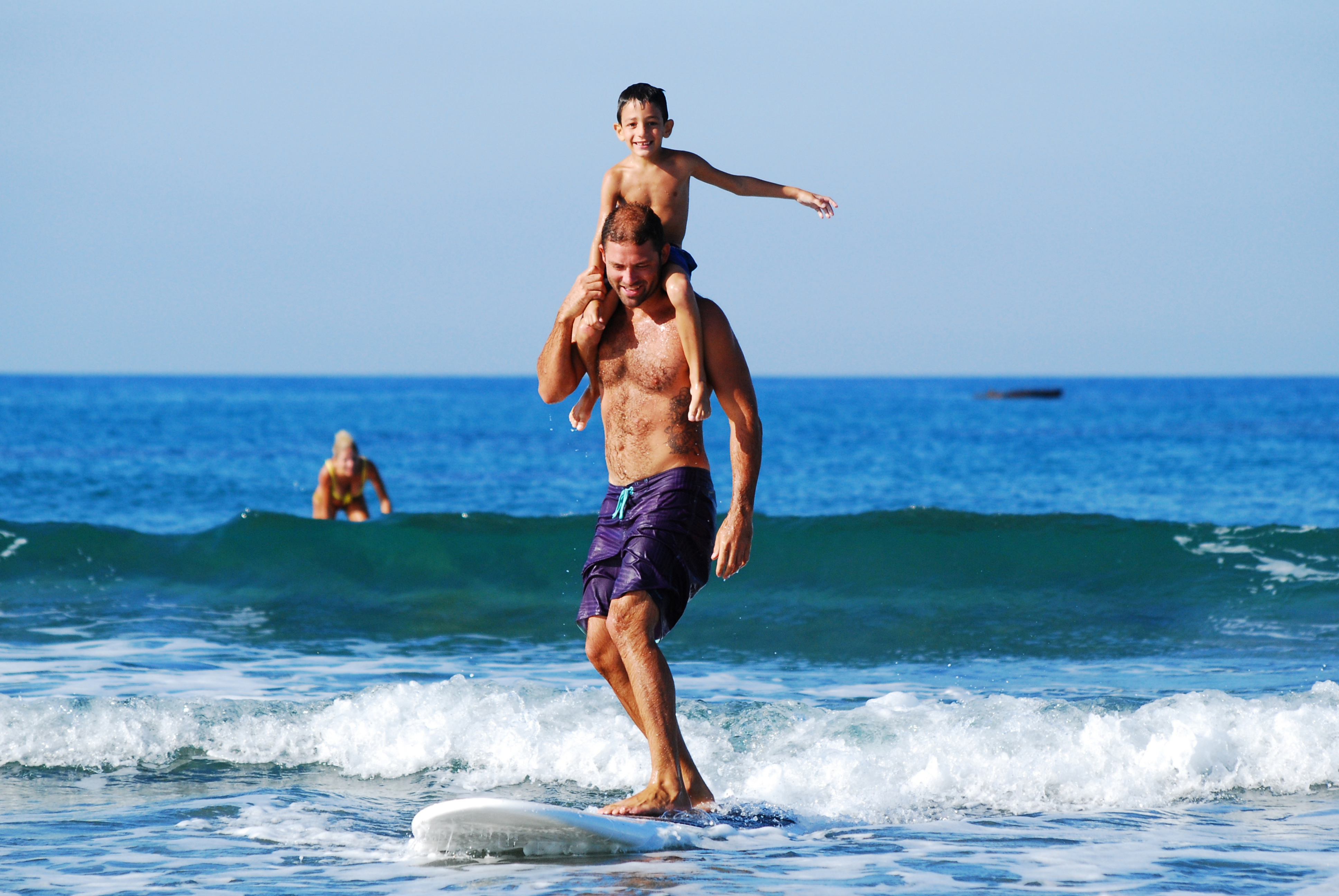
Padre e hijo surfeando

La antropología ha revelado que la conexión entre sexo y procreación no estaba clara en ciertas sociedades, por lo que se admite que en las primeras culturas humanas esta conexión pasó inicialmente inadvertida. Sin embargo, en la mayoría de las sociedades de cazadores-recolectores, el vínculo era conocido. El conocimiento culturalmente añadido de la conexión entre sexo y procreación habría estado relacionado con el concepto socialmente construido de adulterio. Este descubrimiento constituye un hito importante, porque en ninguna otra especie la actividad sexual estaba tan desconectada del acto generativo en sí. Este descubrimiento originó la subordinación forzosa de los intereses reproductivos femeninos a los masculinos.[cita requerida] En cualquier caso, esta constatación tuvo que trastornar profundamente las relaciones naturales entre los sexos. Se convirtió en una amenaza a ojos de las mujeres, para las que el sexo quedó asociado a las penalidades de un embarazo prolongado y un parto difícil y doloroso que, además, era una causa significativa de mortalidad femenina. Para los varones, en cambio, trajo consigo la conciencia de la paternidad. Ahora cada neonato tenía un padre. Si bien ya había un lazo instintivo entre los hombres y los hijos de sus compañeras, ahora el conocimiento consciente del parentesco paternofilial le dio sentido y contribuyó a intensificarlo. También contribuyó a exacerbar los celos y la fobia al adulterio.

## División del trabajo
La contribución femenina a la subsistencia en las sociedades protoagrícolas habría continuado siendo lo bastante importante para que las mujeres conservaran cierto poder económico limitador del dominio masculino. Pero la degradación de la condición femenina iba a acentuarse con el desarrollo de sociedades agrícolas sedentarias.[cita requerida] La horticultura y la ganadería itinerantes no supusieron el fin del modo de vida nómada, porque la comunidad debía trasladarse a un nuevo emplazamiento cada vez que se agotaba la fertilidad del suelo, lo que obligaba a espaciar los embarazos (a base de prolongar la lactancia) para no cargar con más de una criatura incapaz de seguir la marcha del grupo. Esta limitación dejó de regir en los asentamientos que prosperaron en los deltas de los ríos y otros terrenos cuya fertilidad se renovaba por sí sola; y, puesto que una población numerosa era la mejor defensa de estas comunidades sedentarias frente a la presión de los grupos nómadas rivales, ahora resultaba más conveniente que las mujeres se consagraran a la maternidad intensiva y los varones trabajaran duro para mantener familias todo lo numerosas que permitiera el potencial reproductivo femenino. La dedicación exclusiva a la maternidad extremó la dependencia económica femenina y, con ello, el sometimiento forzoso del sexo femenino al masculino. Las tribus con esta mentalidad demostraron ser tan competitivas y pujantes que en pocos milenios se propagaron por todo el planeta, desplazando y arrinconando a otras etnias con tasas de natalidad más bajas, hasta convertir el machismo exacerbado[cita requerida] y la violencia sexual concomitante en un rasgo casi universal del comportamiento social humano.

## En la antigüedad
Las culturas mediterráneas antiguas y de Oriente Medio difieren en gran medida sobre la consideración social de la mujer. Algunos autores, como Robert Graves y Johann Jakob Bachofen, han planteado que habrían existido en esta región sistemas de organización matrilineales. En la antigua Grecia, Libia y algunas regiones de Asia Menor, durante siglos las reinas tribales ejercían un poder sagrado hegemónico que implicaba que cada año se llevase a cabo una ceremonia de sacrificio donde la reina traicionaba con un amante a su consorte regio y luego este era sacrificado en una hoguera o incluso descuartizado y comido por sacerdotisas antropófagas. El sacrificio del rey puede verse reflejado en la apoteosis de Hércules y en rituales como el de la Comiria.
En estas sociedades matrilineales, la mujer tenía mucho más poder e influencia que en las culturas tradicionalmente patrilineales, pero con el correr de los siglos los reyes tribales lograron comenzar a imponerse evitando el sacrificio anual.

## Grecia y Roma
Es en este contexto donde más se tendía a aplicar el comcepto de patriarcado en ciencias sociales anteriormente, ya que el modelo de familias romanas y griegas seguía una estructura de «clan mayor» y «clanes menores», a los que se iban sumando clientes, esclavos y libertos. Estaba relacionado al culto a los ancestros, pues para ciertas ceremonias religiosas se requería que el fratriarca tuviera conexión de sangre con los ancestros de la genos; se establecía así la primogenitura y se excluía a los descendientes por línea femenina, así como se establece un sistema de herencia de bienes que priorizaba primero a los hijos, luego a los agnados –parientes por línea masculina–, y de último los gentiles (miembros de la gens o clan en general) por ser los más lejanos.  Se consideraba al patriarca como el líder de todo el clan, el «papá» cuyo heredero se establecia mediante este sistema.
Hay que decir que entre los plebeyos –los no pertenecientes a los clanes patricios– se establecían tipos de familia más núcleares, incluso llegando casos donde se prefería comprar un esclavo a casarse y cohabitar juntos.
En el otro sentido, Aristóteles también mantenía la teoría del sexo único, según la cual la mujer era un varón disminuido, imperfecto. En relación con el cuerpo femenino, lo menciona como dependiente del hombre para su salud y maltratado por su matriz, algo inacabado, débil, frío, todo producto de un defecto natural. Decía sobre ella: es como «el defecto, la imperfección sistemática respecto a un modelo», el masculino. Con respecto a características sociales, Aristóteles decía que en la administración doméstica el varón tenía que mandar sobre los esclavos, los hijos y la esposa. Y que el varón es, naturalmente, «más apto para el mando que la mujer...».
En la Antigua Roma la mujer era considerada incapaz relativa. No tenía permitido ejercer funciones públicas y debido a "la naturaleza patriarcal de la familia se hallaba privada de todo poder familiar". Inicialmente se hallaba bajo poder paterno (patria potestas) y cuando se casaba pasaba a estar bajo poder del esposo (manus); en caso de no tener pater familiae, ni esposo, quedaba en situación de tutela permanente (tutela mulierum). 
Hay que decir sin embargo, en Roma se disfrutaba de un mejor estatus que en muchas ciudades griegas, ya que la vida domestica se consideraba más importante. 

## Edad Media
En las zonas del sur de Europa, debido a las invasiones y conquistas islámicas, la situación de la mujer empeora, ya que en el islam una mujer vale como la cuarta parte de un varón. Por contraste, en la Europa cristiana, debido a la antropología equitativa propia del cristianismo, hubo una progresiva emancipación femenina, y así llegó a haber mujeres soberanas, autoras, investigadoras y profesoras de escuelas catedralicias. Las mujeres frecuentemente acompañan a sus maridos en las Cruzadas, y participan en actividades como la caza. Según la nueva antropología cristiana, la mujer ya no está sujeta a su varón en lo referente a su propio cuerpo como lo estaba en la Antigüedad romana, si bien, por herencia grecorromana, se mantieneel dominio del varón en decisiones sobre el patrimonio.  En la Suma contra los gentiles, Santo Tomás de Aquino afirma, en defensa de la monogamia, que el matrimonio es una unión basada en la amistad y que esta puede darse solamente entre iguales, por lo cual el matrimonio sólo puede ser monógamo.

## Patriarcado (Política)
El patriarcado político se define como la superioridad que tienen los hombres frente a las mujeres respecto a la toma de decisiones en el gobierno y a los cargos que las mujeres pueden alcanzar. Una manera de poder identificar cada una de estas diferencias es por medio de los sueldos. Esta desigualdad ha durado miles de años y tuvo su primer avance en el año 1918 en Gran Bretaña, cuando las mujeres pudieron votar. La justificación por la que no votaban consistía en que no se las consideraba personas racionales, sino personas emocionales no aptas para tomar decisiones importantes para el país.